# Tomeu Nadal
Bartolomé Nadal Mesquida (Manacor, Baleares, 8 de febrero de 1989), más conocido como Tomeu Nadal, es un exfutbolista español que jugaba en la posición de portero. Desde julio de 2025 forma parte de la estructura deportiva del C. D. Castellón.

## Trayectoria

#### Fútbol
Salido de la cantera del R. C. D. Mallorca, en la temporada 2008-09 comenzó a jugar con el filial del equipo balear.
En la temporada 2011-12, tras mantenerse en el club sin oportunidades en el primer equipo, se marchó traspasado Getafe C. F., club en el que tendría ficha del filial pero sería el tercer portero de la primera plantilla.
En verano de 2013 se marchó al Gimnástic de Tarragona, club en el que permaneció hasta febrero de 2016, momento en el que volvió al R. C. D. Mallorca.
En el mercado veraniego de 2016 el Albacete Balompié, en aquel entonces en Segunda División 'B', anunció su fichaje. Desde el primer partido se convirtió en el guardameta titular del club manchego y consiguió el ascenso a la Segunda División. 
Con el conjunto manchego disputó el playoff de ascenso a Primera División en la 2018-19, y dejó el club en verano de 2021 tras cinco temporadas con el descenso de categoría, acumulando un total de 152 partidos disputados en la categoría de plata del fútbol español.
El 5 de agosto de 2021 firmó con el Real Oviedo de la Segunda División por dos temporadas. Pasado ese tiempo quedó libre y se unió al C. D. Tenerife por otros dos años. Jugó trece encuentros antes de rescindir su contrato el 16 de enero de 2025, día en el que se incorporó al Burgos C. F. En este equipo puso fin a su carrera al terminar la campaña y se unió a la estructura deportiva del C. D. Castellón.

#### Empresa
Tomeu Nadal es socio de TwoFive Gloves, una empresa española dedicada a la fabricación de guantes de portero, desde el año 2019.[cita requerida]

## Estadísticas

### Clubes
- Actualizado el 1 de noviembre de 2021.[6]

| Club                          | Div.          | Temporada     | Liga  | Liga  | Copas nacionales | Copas nacionales | Total | Total |
| Club                          | Div.          | Temporada     | Part. | Goles | Part.            | Goles            | Part. | Goles |
| ----------------------------- | ------------- | ------------- | ----- | ----- | ---------------- | ---------------- | ----- | ----- |
| R. C. D. Mallorca "B" España  | 2.ªB          | 2009-10       | 12    | -13   | —                | —                | 12    | -13   |
| R. C. D. Mallorca "B" España  | 2.ªB          | 2010-11       | 21    | -23   | —                | —                | 21    | -23   |
| R. C. D. Mallorca "B" España  | Total club    | Total club    | 33    | -36   | 0                | 0                | 33    | -36   |
| Getafe C. F. "B" España       | 2.ªB          | 2011-12       | 30    | -47   | —                | —                | 30    | -47   |
| Getafe C. F. "B" España       | 2.ªB          | 2012-13       | 9     | -10   | —                | —                | 9     | -10   |
| Getafe C. F. "B" España       | Total club    | Total club    | 39    | -57   | 0                | 0                | 39    | -57   |
| Gimnástic de Tarragona España | 2.ªB          | 2013-14       | 11    | -10   | 4                | -3               | 15    | -13   |
| Gimnástic de Tarragona España | 2.ªB          | 2014-15       | 5     | -11   | 2                | -1               | 5     | -8    |
| Gimnástic de Tarragona España | 2.ª           | 2015-16       | —     | —     | 2                | -4               | 2     | -4    |
| Gimnástic de Tarragona España | Total club    | Total club    | 16    | -21   | 8                | -8               | 24    | -29   |
| Albacete Balompié España      | 2.ªB          | 2016-17       | 43    | -39   | —                | —                | 43    | -39   |
| Albacete Balompié España      | 2.ª           | 2017-18       | 40    | -40   | —                | —                | 40    | -40   |
| Albacete Balompié España      | 2.ª           | 2018-19       | 41    | -35   | —                | —                | 41    | -35   |
| Albacete Balompié España      | 2.ª           | 2019-20       | 37    | -41   | —                | —                | 37    | -41   |
| Albacete Balompié España      | 2.ª           | 2020-21       | 36    | -44   | —                | —                | 36    | -44   |
| Albacete Balompié España      | Total club    | Total club    | 197   | -199  | 0                | 0                | 197   | -199  |
| Real Oviedo España            | 2.ª           | 2021-22       | 0     | 0     | 1                | -2               | 1     | -2    |
| Real Oviedo España            | Total club    | Total club    | 0     | 0     | 1                | -2               | 1     | -2    |
| Total carrera                 | Total carrera | Total carrera | 285   | -313  | 9                | -10              | 294   | -323  |

## Palmarés

### Títulos internacionales
| Título               | Club (*)           | País   | Año  |
| -------------------- | ------------------ | ------ | ---- |
| Juegos Mediterráneos | Selección española | Italia | 2009 |

(*) Incluyendo la selección